# 汶水东路
汶水东路是中華人民共和國上海市虹口区一條東西走向道路。道路於1987年至1990年修築，最初為汶水路的一部分，1989年改為汶水东路。道路最初东起灵丘路，西至广粤路。後來西起俞涇浦，東至曲陽路。道路上為上海中環路。